# 遺伝的相補性

遺伝学における相補性（そうほせい）とは、ある生物の二つの異なる系統――どちらも同じ表現型（例えば、ハエにおける翅の構造変化など）を示す劣性変異のホモ接合――の間に見られる関係性を指す。これらの系統はそれぞれの変異について純系である。これらの系統が交雑されたとき、もしある子孫が野生型表現型の回復を示すなら、これらの系統は「遺伝的相補性」を示している。相補性が示されるとき、それぞれの系統のハプロイドが他方の系統のハプロイドの変異した対立遺伝子を「補う」ことで、子孫はすべての関係する遺伝子に関してヘテロ接合を持っている。変異は劣性なので、子孫は野生型表現型を示す。相補性検定（シス-トランス検定とも）とはこの実験を指し、アメリカ人遺伝学者エドワード・B・ルイスによって開発された。この実験は「遺伝子Xの野生型コピーは、遺伝子Xを定義すると信じられている変異型対立遺伝子の機能を回復するか？」という疑問に答える。野生型遺伝子によって機能が補われることが観察可能な対立遺伝子（すなわち、劣性対立遺伝子）があるとき、この劣性対立遺伝子によって失われる機能は、異なる変異型対立遺伝子よっても補われるか？という問題を考える。もしそうできないなら、二つの対立遺伝子は、同じ遺伝子に関して欠損があるに違いない。この検定の利点は、分子レベルでその遺伝子が何をしているかわからなくとも、遺伝子機能の結果として形質を捉えることができるという点である。
相補性は、同じ代謝経路の異なる段階についての遺伝子機能欠損が、同じ表現型を引き起こし得るために生じる。系統が交雑されるとき、子孫は両親からそれぞれの遺伝子の野生型バージョンを受け継ぐ。変異が劣性なら、その経路は機能を回復するため、子孫は野生型表現型を回復する。このように、検定は二つの独立に得られた劣性変異表現型が、同じ遺伝子の変異によって起きたものか、異なる遺伝子の変異によって起きたものかを決定するために使われる。もし両親の系統が同じ遺伝子の変異を持つなら、遺伝子の通常バージョンは子孫に受け継がれない。よって、彼らは同じ変異型表現型を示し、相補性は生じない。
言い換えれば、
- もし異なる劣性変異を含む二つのハプロイドゲノムの組み合わせが変異型表現型を示すなら、次の三つの可能性が考えられる。

1. 変異は同じ遺伝子で起きている
2. 一方の変異が他方の発現に影響を与えている
3. 一方の変異が抑制的な生産物を生み出している

- もし異なる劣性変異を含む二つのハプロイドゲノムの組み合わせが野生型表現型を示すなら、変異は異なる遺伝子で起きているに違いない。

## 単純な相補性検定の例
相補性検定の簡単な例として、遺伝学者がキイロショウジョウバエの白眼の二系統の研究に興味があることを想定しよう。この種では、野生型は赤眼を持ち、眼の色は二つの遺伝子AとBに関係があると知られている。これらの遺伝子はそれぞれ二つの対立遺伝子を持ち、機能的なタンパク質をコードしている優性遺伝子（それぞれAとBとおく）と、機能的でないタンパク質をコードしている劣性遺伝子（それぞれaとbとおく）とがある。両方のタンパク質は眼の赤い色素の合成必要であり、もしaかbいずれかについてホモ接合なら、ハエは白眼を持つことになる。
これを知りながら、遺伝学者は白眼のハエの純系から独立に得られた二つの系統に、相補性検定を行うとしよう。検定はそれぞれの系統から一匹ずつ選ばれた二匹のハエを交雑することで行われる。もし結果として子孫が赤眼を持つなら、二つの系統は相補性を示したと言える。子孫が白眼を持つなら、そうでなはなかったと言える。
もし系統が相補的なら、我々は一方の系統がaaBBで他方の系統がAAbbであることを想像でき、それらは交雑されたとき遺伝子型AaBbを生み出すだろう。言い換えれば、それぞれの系統は同じ表現型を示す異なる欠陥についてホモ接合である。もし系統が相補的でないなら、それらは共に遺伝子型aaBBかAabb、あるいはaabbであった。言い換えれば、それらはどちらも同じ欠陥についてホモ接合だったのであり、それらは明らかに同じ表現型を示すだろう。

## 例外
これらのルールには例外がある。二つの対立遺伝子でない変異型が、ときおり相補性を示さないことがある（「非対立遺伝子的な非相補性」や「非連鎖的な非相補性」などと呼ぶ）。この状況は稀で、検定された変異型の特殊な性質に依存している。例えば、二つの変異は組み合わさったときだけドミナントネガティブになるのかもしれない。もう一つの例外はトランスベクションであり、このとき同じ遺伝子の異なる部分の変異に関する二つの対立遺伝子についてのヘテロ接合が、野生型表現型を示す。